# Dòlar belizià
El dòlar de Belize (en anglès Belize dollar o, simplement, dollar) és la moneda de Belize. El codi ISO 4217 és BZD. Normalment s'abreuja $, o BZ$ per diferenciar-lo del dòlar dels Estats Units i d'altres tipus de dòlars. Se subdivideix en 100 cents.
La primera vegada que va aparèixer el dòlar a l'Hondures Britànica fou en forma de bitllets el 1855. El 1885 va substituir la lliura esterlina com a unitat monetària de la colònia, amb emissió pròpia de monedes i bitllets. El dòlar tenia llavors un valor de 4 xílings i 2 penics, és a dir, una lliura equivalia a 4,80 $.
Emès pel Banc Central de Belize (Central Bank of Belize), en circulen monedes d'1, 5, 10, 25 i 50 cents i d'1 dòlar, i bitllets de 2, 5, 10, 20, 50 i 100 dòlars.

## Taxes de canvi
- 1 EUR = 2,90 BZD (24 d'abril del 2011)
- 1 USD = 1,99 BZD (24 d'abril del 2011)